# كأس العالم للأندية لكرة السلة 1987
كأس العالم للأندية لكرة السلة 1987 هو الموسم 20 من كأس القارات لكرة السلة. أشرف على تنظيمه الاتحاد الدولي لكرة السلة، وكان عدد الأندية المشاركة فيه 8، وفاز فيه أولمبيا ميلانو.